# Воскресенка (Новониколаевский район)
Воскресенка (укр. Воскресенка) — село,
Терсянский сельский совет,
Новониколаевский район,
Запорожская область,
Украина.
Код КОАТУУ — 2323686603. Население по переписи 2001 года составляло 57 человек.

## Географическое положение
Село Воскресенка находится на правом берегу реки Верхняя Терса,
выше по течению на расстоянии в 1,5 км расположено село Барвиновка,
ниже по течению на расстоянии в 3 км расположено село Заливное.
Рядом проходит автомобильная дорога Т-0408.